# Bryan Singer
Bryan Jay Singer (New York, 17 settembre 1965) è un regista, sceneggiatore, produttore cinematografico e produttore televisivo statunitense.

## Biografia
Cugino degli attori Marc e Lori Singer, è cresciuto nel New Jersey, si è diplomato alla West Windsor-Plainsboro High School nel 1984. Si è iscritto poi alla New York City's School of Visual Arts, per poi rinunciarvi nel 1986 e trasferirsi a Los Angeles in favore del corso di Critical studies alla USC. Ottiene la laurea nel 1989.
Ebreo e apertamente bisessuale, nella sua vita ha avuto relazioni sia con uomini che con donne e, nell'ottobre del 2014, ha confermato di aspettare il suo primo figlio dall'attrice Michelle Clunie, nato il 5 gennaio 2015 e chiamato Dashiell Julius William Clunie-Singer.

### Carriera
Ancora studente, nel 1988, assieme a John Ottman, dirige il cortometraggio Lion's Den, interpretato dal suo amico Ethan Hawke e dallo stesso regista. Il suo primo film di successo è Public Access, che gli fa vincere il premio speciale della giuria al Sundance Film Festival.
Nel 1994 fonda la Bad Hat Harry Productions, con cui da allora produce o co-produce tutti i suoi film, ma anche film di altri come La vendetta di Halloween di Michael Dougherty del 2007 e le serie televisive Dr. House - Medical Division, Mockingbird Lane e Black Box. L'anno dopo arriva la definitiva consacrazione con I soliti sospetti, originale thriller che vale a Kevin Spacey l'Oscar al miglior attore non protagonista, e a Christopher McQuarrie l'Oscar alla migliore sceneggiatura originale. Singer diventa uno dei registi più seguiti e ammirati della nuova stagione cinematografica grazie a questo film, divenuto un vero e proprio cult.
Nel 1998 dirige L'allievo, film incentrato sul tema del nazismo e basato su un racconto di Stephen King, che suscitò pareri contrastanti nella critica e non ebbe il successo di pubblico sperato. Ritorna, poi, sulla strada del successo con i primi due capitoli della saga ispirata dai famosi fumetti Marvel: X-Men e X-Men 2, ricalcando le storie disegnate da Stan Lee e Jack Kirby sempre sul tema dell'integrazione razziale (la prima scena, per esempio, si svolge in un campo di concentramento).
I film riscuotono un grande successo di pubblico tanto da avere poi un terzo capitolo, X-Men - Conflitto finale, diretto però da Brett Ratner; Singer, infatti, declina la regia in favore del kolossal Superman Returns, la pellicola che ha segnato il ritorno sul grande schermo del supereroe proveniente dal pianeta Krypton e che si pone come vera e propria continuazione della serie cinematografica classica con Christopher Reeve. Inizialmente lo stesso Singer dichiarò di girare anche il sequel, approvato dalla produzione, salvo poi venir cancellato a favore di un reboot con Zack Snyder alla regia.
Singer si dedica anche alla televisione, producendo il telefilm Dr. House - Medical Division, di cui dirige il primo episodio e scrutina il cast iniziale; in seguito, Singer si dichiarò stupito del fatto che il protagonista Hugh Laurie fosse inglese, poiché il video del provino (spedito dall'Africa, dove Laurie girava Il volo della fenice) era recitato in perfetto accento americano: Laurie spiegherà di averlo imparato dai cartoni animati da bambino.
Nel 2008 dirige Tom Cruise in Operazione Valchiria, film scritto nuovamente insieme a Christopher McQuarrie, che ha suscitato molte polemiche rivolte soprattutto all'interpretazione di Cruise. Ancora una volta, il regista ritorna al tema del nazismo. Nel 2012 gira l'episodio pilota di Mockingbird Lane, remake della serie degli anni sessanta I mostri, che nonostante i buoni ascolti raccolti non riesce a dare l'avvio ad una serie televisiva vera e propria.
Dopo aver girato nel 2013 il film Il cacciatore di giganti, dopo undici anni dal secondo capitolo, Singer torna alla saga che l'ha reso famoso dirigendo X-Men - Giorni di un futuro passato, sequel di Conflitto finale. 

## Controversie
Il regista si è visto costretto a non partecipare alla campagna promozionale di X-Men - Giorni di un futuro passato a causa di uno scandalo che ha improvvisamente colpito la sua immagine pubblica. Nel 1998, secondo l'accusatore Mike Egan, ex modello e aspirante attore all'epoca diciassettenne, il regista avrebbe abusato sessualmente di lui. Singer ha definito tali accuse assurde, precisando di non essere mai stato nella sua villa alle Hawaii. Il legale ha definito la questione come "completamente infondata", dichiarando che a suo avviso si trattasse di un'operazione volta a "ottenere pubblicità in un momento in cui il nuovo film di Bryan sta per uscire". Le accuse sono state in seguito ritirate, ma altre se ne sono aggiunte di violenza sessuale su di un minorenne. A gennaio del 2019 è stato nuovamente accusato di molestie sessuali su minori da quattro ex attori ora adulti, fra i quali un membro del cast del film L'allievo.

## Filmografia

### Regista

#### Cinema
- Lion's Den (1988) – cortometraggio
- Public Access (1993)
- I soliti sospetti (The Usual Suspects) (1995)
- L'allievo (Apt Pupil) (1998)
- X-Men (2000)
- X-Men 2 (X2) (2003)
- Superman Returns (2006)
- Operazione Valchiria (Valkyrie) (2008)
- Il cacciatore di giganti (Jack the Giant Slayer) (2013)
- X-Men - Giorni di un futuro passato (X-Men: Days of Future Past) (2014)
- X-Men - Apocalisse (X-Men: Apocalypse) (2016)
- Bohemian Rhapsody (2018)

#### Televisione
- Dr. House - Medical Division (House, M.D.) – serie TV, 2 episodi (2004)
- Football Wives – film TV (2007)
- Mockingbird Lane – film TV (2012)
- Battle Creek – serie TV, 1 episodio (2015)
- The Gifted – serie TV, 1 episodio (2017)

### Sceneggiatore
- Public Access (1993)
- X-Men (2000) - soggetto
- X-Men 2 (2003) - soggetto
- Il triangolo delle Bermude (The Triangle) – miniserie TV, 3 episodi (2005) - soggetto
- Superman Returns (2006) - soggetto
- X-Men - L'inizio (X-Men: First Class) (2011) - soggetto
- X-Men - Apocalisse (X-Men: Apocalypse) (2016) - soggetto

### Produttore
- Public Access, regia di Bryan Singer (1993)
- I soliti sospetti (The Usual Suspects), regia di Bryan Singer (1995)
- L'allievo (Apt Pupil), regia di Bryan Singer (1998)
- Burn, regia di Scott Storm (1998)
- X-Men 2, regia di Bryan Singer (2003)
- Il triangolo delle Bermude (The Triangle) – miniserie TV, 3 episodi (2005)
- Superman Returns, regia di Bryan Singer (2006)
- Look, Up in the Sky! The Amazing Story of Superman , regia di Kevin Burns (2006) - documentario
- Color Me Olsen, regia di Darren Stein (2007) – cortometraggio
- La vendetta di Halloween (Trick 'r Treat), regia di Michael Dougherty (2007)
- Football Wives, regia di Bryan Singer – film TV (2007)
- Operazione Valchiria (Valkyrie), regia di Bryan Singer (2008)
- Dirty Sexy Money – serie TV, 23 episodi (2007-2009)
- X-Men le origini - Wolverine (X-Men Origins: Wolverine), regia di Gavin Hood (2009) - non accreditato
- X-Men - L'inizio (X: First Class), regia di Matthew Vaughn (2011)
- Vito, regia di Jeffrey Schwarz (2011) - documentario
- Dr. House - Medical Division (House, M.D.) – serie TV, 175 episodi (2004-2012)
- Mockingbird Lane, regia di Bryan Singer – film TV (2012)
- H+: The Digital Series – web serie, 48 episodi (2011-2013)
- Il cacciatore di giganti (Jack the Giant Slayer), regia di Bryan Singer (2013)
- uwantme2killhim?, regia di Andrew Douglas (2013)
- X-Men - Giorni di un futuro passato (X-Men: Days of Future Past), regia di Bryan Singer (2014)
- Spooked – web serie, 4 episodi (2014)
- My Eleventh, regia di Gary Entin (2014)
- Black Box – serie TV, 13 episodi (2014)
- The Taking of Deborah Logan, regia di Adam Robitel (2014)
- Battle Creek – serie TV, 12 episodi (2015)
- X-Men - Apocalisse (X-Men: Apocalypse), regia di Bryan Singer (2016)
- Legion – serie TV (2017) - produttore esecutivo
- The Gifted – serie TV (2017) - produttore esecutivo
- Bohemian Rhapsody (2018)

### Attore
- Star Trek - La nemesi (Star Trek: Nemesis), regia di Stuart Baird (2002)
- X-Men 2, regia di Bryan Singer (2003)
- Dr. House - Medical Division (House, M.D.) – serie TV, 1 episodio (2005)
- X-Men - Giorni di un futuro passato (X-Men: Days of Future Past), regia di Bryan Singer (2014)

## Riconoscimenti
- 2019 – Premio Oscar
  - Candidatura per il miglior film per Bohemian Rhapsody

- 2015 – Saturn Award[5]
  - Candidatura per la miglior regia per X-Men - Giorni di un futuro passato